# Jacaraípe
Jacaraípe é um bairro do município de Serra, no estado brasileiro de Espírito Santo.
Situada na costa, aproximadamente 20 km ao norte de Vitória, é conhecida por seus campeonatos de surf. Bairro de veraneio, muito frequentada por turistas internos, tanto capixabas como de outros estados (principalmente Minas Gerais), atraídos principalmente pelas praias.

## História
O balneário é, ao lado de Nova Almeida, o mais antigo do município. A estância de Jacaraípe não passava de uma pequena vila pesqueira até meados da década de 60 do século passado. Os pescadores mantinham suas barcas á beira do rio Jacuné, que nasce em um enorme complexo de lagoas que leva o mesmo nome e está a alguns quilômetros de distância do litoral.
O bairro ocupava a área próxima à foz e às margens do rio e tinha como centro a pequena Igreja de São Pedro, localizada em um morro que hoje é conhecido como Terereco. Até hoje realiza-se a tradicional Festa de São Pedro na praça desta igreja.
Outra presença cultural marcante entre os pescadores é o tradicional culto a Iemanjá, que desde o início da década de 1990, sempre teve um templo localizado na foz do Jacuné. Hoje, nesta foz está a Praça Encontro das Águas, mas o pequeno templo ainda permanece na Praça e é um ponto de encontro dos devotos em todos os réveillons. A presença de outra manifestação cultural, o Congo, que pode ser definido como ritmo musical, mas também como um conjunto de tradições que envolvem o artesanato (inclusive musical), a culinária e a religiosidade afro-brasileira já não é tão presente no balneário como nos tempos de ocupação. Hoje esta tradição encontra-se concentrada na região da sede do município de Serra.
Após os anos 60, a velha ponte de madeira que unia a parte sul do balneário (a mais habitada à época) da parte norte (hoje a maior parte do bairro) deu lugar a uma ponte de concreto que existe até hoje, mas que já não é a principal via de acesso. É a chamada ponte velha. Depois da construção da ponte e da abertura de estradas, foi possível uma urbanização de uma faixa de quase 6 km de litoral. O bairro, entretanto, só perde o aspecto interiorano após os anos 80, com a pavimentação da Rodovia ES-010 (Rodovia do Sol Norte). Tal pavimentação daria suporte de infra-estrutura à empresas como Aracruz Celulose SA e Companhia Siderúrgica de Tubarão, que antes faziam sua comunicação norte-sul apenas pela BR 101.
Nos anos 90, segue-se uma violenta ocupação desordenada. Graças, em parte, ao crescimento econômico do município de Serra e a existência de grandes áreas desocupadas e sem fiscalização. No início deste século, o balneário tem recuperado parte da estrutura de seu litoral e possui uma das mais organizadas e limpas orlas do Espírito Santo, com uma infra-estrutura que agrada aos turistas, especialmente do interior do país (Minas Gerais e Goiás). O balneário se projeta nacionalmente ao revelar potencial para sediar importantes etapas de campeonatos de Surf e BodyBoard e por revelar talentos como a bodyboarder Maylla Venturini, radicada na Serra, que já conquistou títulos nacionais e mundiais em sua categoria.
Atualmente é muito frequentada pelos mineiros durante o verão e bastante visitada durante o carnaval, possuindo vários restaurantes e pousadas.
JACARAÍPE É A ANTIGA ALDEIA CARAÍPE
Texto do Livro "História da Serra", de Clério José Borges
Caraípe: Caminho do homem branco na terra das rosas
Reduto de turistas, Jacaraípe, segundo os turistas é o mais bonito balneário da Serra, em razão de estar urbanizada e iluminada.
A praia é uma das mais bonitas do Estado, com o seu calçadão e quiosques padronizados.
Pela sua grande extensão, o balneário reúne inúmeras pequenas praias que servem para a identificação do local exato onde os eventos acontecem.
Assim no balneário de Jacaraípe estão as praias da Baleia; da Castanheira, próximo ao tradicional hotel Castanheira; Solemar que é conhecida como a praia dos Surfistas e Capuba.
ÍNDIOS TUPINIQUINS
Os primeiros habitantes da região foram os índios tupiniquins. Posteriormente com a chegada dos índios Temiminós que vieram do Rio de Janeiro com Maracajaguaçu, os tupiniquins foram para o norte, além do rio Doce e os Temiminós passaram a ocupar toda a região litorânea da Serra. Há historiadores que citam a presença dos índios Goitacases na região, contudo pesquisas recentes mostram que os Goitacazes estavam mais ao sul da Capitania e na hoje região de Campos dos Goitacazes.
Jacaraípe segundo o “Dicionário Geográfico e Histórico do Estado do Espírito Santo”, de Eugênio Assis, editado em Vitória em 1947, teria sido povoada inicialmente por Índios Goitacases.
Positivamente a informação de Eugênio Assis é equivocada pois a região de Jacaraípe, Carapina, Serra e Nova Almeida era povoada de Índios Tupiniquins e depois pelos Temiminós que vieram do Rio de Janeiro.
Não há registros históricos da presença dos Goitacases povoando a Região. Os Goitacases estavam mais ao Sul do Espírito Santo e na região da hoje cidade de Campos dos Goitacases, Rio de Janeiro.
Anualmente são disputados em Jacaraípe competições de Surf e Body board, principalmente nas praias do Barrote ou em Solemar onde “rolam” as maiores ondas.
SIGNIFICADO
Em Jacaraípe localiza-se também o Barródromo onde anualmente são realizados torneios de Marcas e Pilotos, com corridas de carro, promovidos pela Federação de Automobilismo do Espírito Santo.
Nos anos de 1996 a 2001, os pilotos Celso Moraes e Betinho Sartório, constantemente disputavam o título de Campeão do Campeonato Estadual de Marcas e Pilotos.
Jacaraípe tem origem na antiga aldeia de pescadores denominada Aldeia de Caraípe.
Assim a origem da palavra Jacaraípe nada tem a ver com Jacaré e rio dos Jacarés e, sim, com Caraípe que se origina da língua Tupi, usada pelos índios primeiros habitantes da região e que significa “Caminho do Homem Branco”.
Os termos Cari e Carai em Tupi geralmente referem-se homem branco.
Carioca é casa do homem branco.
Cariacica na língua Tupi significa chegada do homem branco.
Segundo os dicionários a palavra Caraípe é uma variante de Caraipé, significando o nome de várias plantas da família das Rosáceas (Rosas). Caraípe portanto é o lugar das rosas. Jacaraípe é a Terra das Rosas.
O Jornal “A Gazeta”, de 19 de dezembro de 1995, informa no Caderno de Turismo que Jacaraípe significa “Caminho ou rio de jacarés.”  O Jornal não cita a fonte em que se baseia para tal afirmativa, deve basear-se numa interpretação livre da palavra Jacara ou da palavra Jacareipe (Jacaré - ipe).
A palavra Jacaraípe é encontrada escrita em algumas publicações: “Jacareipe”.
A Telecomunicações do Espírito Santo S.A., TELEST colocava até Dezembro de 1996, “Jacareipe” em suas contas de cobranças de telefonemas.
O certo é Jacaraípe, conforme uso popular.
Jacaraípe era conhecida como Caraípe. Assim não havia a sílaba “Ja” que surgiu posteriormente com o tempo. Portanto qualquer alusão a “Ja” ou “Jacaré” é pura invenção, lenda, pois nada há de concreto com a realidade do local que antigamente era conhecida como Caraípe.
O viajante Auguste de Saint - Hilaire (1779 -1853), que foi um dos mais notáveis Naturalistas, quando esteve no litoral Espirito-Santense, no dia 15 de outubro de 1818 esteve na Aldeia Caraípe e registra o fato em seu diário de viagem.
Os antigos moradores da Serra utilizavam o “Caminho de Caraípe” para irem da sede do Município ao litoral.
Documentos antigos usam a palavra Caraípe.
EM NOME DO SOL
O Jornal “A Gazeta”, de 24 de janeiro de 1992, na página Guia Turismo, publica a seguinte reportagem com o título: “Jacaraípe: Em Nome do Sol.”
Não há indicação do autor do texto, que é o seguinte:
“Mais que lotada nesta temporada, Jacaraípe continua fazendo o Verão de muitos mineiros e capixabas que não dispensam o sol e o mar”.
Urbanizada, a orla toda pavimentada e iluminada, conta com diversos quiosques. A prática de esportes é uma constante nas areias. Conhecida e disputada pelos adeptos do Surf e do Body-board, por suas imensas ondas, Jacaraípe é um convite para quem gosta de agitação e de conviver com muita gente.”
A reportagem destaca ainda que Jacaraípe dista 30 quilômetros de Vitória e possui vários bares, alguns com música ao vivo, e várias opções de restaurantes, alguns com Cardápio Internacional, bem como hotéis e pousadas.
Em  “A Gazeta”, de 19 de dezembro de 1995, consta na página 11 do “Caderno de Turismo”, que  “Jacaraípe já foi uma vila de pescadores à beira do rio Joara.”
Pelo texto observa-se que o rio Jacaraípe é denominado no Jornal,  de rio Joara, mas oficialmente segundo Mapa do IBGE, Juara, com “u” e não com “o” é o nome da Lagoa, também chamada de Jacaraípe.
A informação de “A Gazeta” baseia-se no fato do rio Joara ou Juá, Lagoa de Jacaraípe, Largo do Juara e rio Jacaraípe, serem interligados entre si. O rio Juara cuja foz situa-se em Jacaraípe no Mapa do IBGE consta como sendo o mesmo rio Jacaraípe.
As festas de Jacaraípe são tradicionais no calendário turístico, principalmente a Festa de Iemanjá, na passagem do ano e o Carnaval.
Jacaraípe está distante 27 km de Vitória.